# Hempstead (Texas)
Hempstead es una ciudad ubicada en el condado de Waller en el estado estadounidense de Texas. En el Censo de 2010 tenía una población de 5.770 habitantes y una densidad poblacional de 401,12 personas por km².

## Geografía
Hempstead se encuentra ubicada en las coordenadas 30°5′49″N 96°4′45″O / 30.09694, -96.07917. Según la Oficina del Censo de los Estados Unidos, Hempstead tiene una superficie total de 14.38 km², de la cual 14.36 km² corresponden a tierra firme y (0.18%) 0.03 km² es agua.

## Demografía
Según el censo de 2010, había 5.770 personas residiendo en Hempstead. La densidad de población era de 401,12 hab./km². De los 5.770 habitantes, Hempstead estaba compuesto por el 36.76% blancos, el 38.86% eran afroamericanos, el 1.37% eran amerindios, el 0.57% eran asiáticos, el 0.05% eran isleños del Pacífico, el 20.16% eran de otras razas y el 2.24% pertenecían a dos o más razas. Del total de la población el 37.4% eran hispanos o latinos de cualquier raza.